# Smyków (gmina)
Smyków (do 1954 gmina Miedzierza) – gmina wiejska w województwie świętokrzyskim, w powiecie koneckim. W latach 1975–76 i 1992–98 gmina położona była w województwie kieleckim.
Siedziba gminy to Smyków.
Według danych z 30 czerwca 2004 gminę zamieszkiwało 3681 osób.
W wyborach parlamentarnych w 2007 w gminie Smyków padł rekord poparcia dla PiS. Za tą partią opowiedziało się 78,9% mieszkańców gminy.

## Historia
Gmina Smyków powstała 1 stycznia 1973 w województwie kieleckim w powiecie koneckim.
1 lipca 1976 roku gmina została zniesiona, a jej obszar włączono do gmin:
- Mniów (obszary sołectw: Adamów, Baran, Cisownik, Królewiec, Matyniów, Miedzierza, Przełom, Przyłogi, Salata, Smyków, Stanowiska, Straszów, Trawniki, Wólka Smolana i Zaborowice),
- Radoszyce (obszary sołectw: Filipy, Kłucko, Kozów i Wyrębów),
- Stąporków (obszary sołectw: Kamienna Wola i Modrzewina).

Gminę reaktywowano 1 stycznia 1992 o zmienionych granicach; w jej skład weszły tylko obszary z gminy Mniów:
- sołectwa Adamów, Cisownik, Królewiec, Matyniów, Miedzierza, Przyłogi, Smyków, Stanowiska, Trawniki, Wólka Smolana, które w latach 1973-76 należały do gminy Smyków,
- a także sołectwa Kawęczyn, Królewiec Poprzeczny, Piaski, Pokoradz, Strażnica, Świnków i Zastawie.

Tak więc w skład reaktywowanej gminy Smyków nie weszły sołectwa Baran, Przełom, Salata, Straszów i Zaborowice z gminy Mniów ani żadne z sołectw, które w 1976 roku włączono do gmin Radoszyce i Stąporków.
1 stycznia 1994 do gminy Smyków włączono Muszczarz i Salatę z gminy Mniów.

## Struktura powierzchni
Według danych z roku 2002 gmina Smyków ma obszar 62,11 km², w tym:
- użytki rolne: 47%
- użytki leśne: 48%

Gmina stanowi 5,45% powierzchni powiatu.

## Demografia

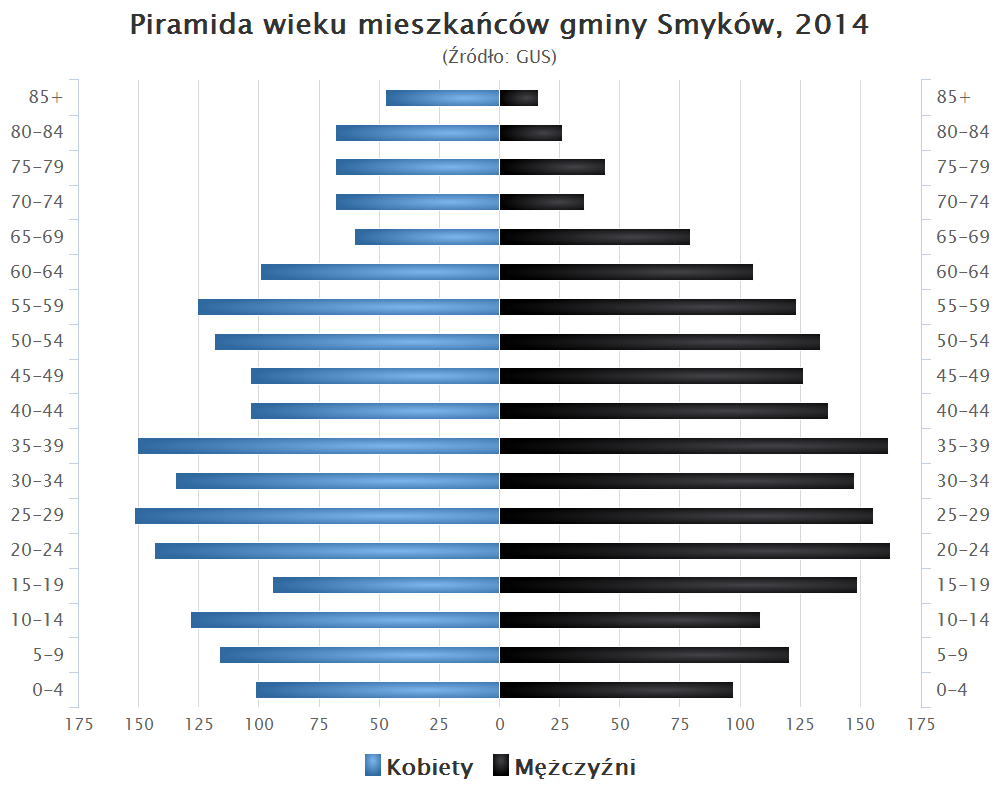
Piramida wieku mieszkańców gminy Smyków w 2014 roku

Dane z 30 czerwca 2004:
| Opis                              | Ogółem | Ogółem | Kobiety | Kobiety | Mężczyźni | Mężczyźni |
| --------------------------------- | ------ | ------ | ------- | ------- | --------- | --------- |
| jednostka                         | osób   | %      | osób    | %       | osób      | %         |
| populacja                         | 3681   | 100    | 1814    | 49,3    | 1867      | 50,7      |
| gęstość zaludnienia (mieszk./km²) | 59,3   | 59,3   | 29,2    | 29,2    | 30,1      | 30,1      |

## Sołectwa
Adamów, Cisownik+ Strażnica, Kozów, Królewiec+ Królewiec Poprzeczny+ Piaski Królewieckie+ Zastawie, Matyniów+ Świnków, Miedzierza+ Pokoradz+ Rozgół, Przyłogi+ Znajoma, Salata+ Muszczarz, Smyków, Stanowiska, Trawniki, Wólka Smolana+ Kawęczyn

## Sąsiednie gminy
Końskie, Mniów, Radoszyce, Stąporków